# SN 1992Y
SN 1992Y – niepotwierdzona supernowa odkryta 2 maja 1992 roku w galaktyce NGC 3527. W momencie odkrycia miała maksymalną jasność 18,50m.